# Над Озером
Над Озером (словац. Nad jazerom) — міська частина, громада округу Кошиці IV, Кошицький край. Кадастрова площа громади — 3.66 км².
Населення 22 112 осіб (станом на 31 грудня 2022 року).

## Історія
Над Озером згадується 1275 року.

## Географія
Протікають Миславський потік і Чічковський потік.